# Cinclodes fuscus
Cinclodes fuscus е вид птица от семейство Furnariidae.

## Разпространение
Видът е разпространен в Аржентина, Бразилия, Чили, Парагвай и Уругвай.